# Seacoast United Phantoms
Seacoast United Phantoms, também conhecida como New Hampshire Phantoms, é uma agremiação esportiva da cidade de Portsmouth, Nova Hampshire.  Atualmente disputa a Premier Development League. O clube é uma subdivisão do Seacoast United Soccer Club.

## História
Fundada em 1996, o Seacoast United Phantoms é uma subdivisão do Seacoast United Soccer Club, uma academia de futebol com diversos times nos estados de Nova Hampshire, Maine e Massachusetts. Seus principais times são o Seacoast United Phantoms, da PDL, o time de mesmo nome, Seacoast United Phantoms, que disputa a NPSL, e o Seacoast United Mariners, que também disputa a NPSL.
O time inicialmente disputou a USISL Pro League, liga que ficou até 2004, quando se transferiu para a USL Second Division, aonde ficou até 2007, quando se transferiu para a Premier Development League.